# Gamasellus ezoensis
Gamasellus ezoensis är en spindeldjursart som beskrevs av Ishikawa 1983. Gamasellus ezoensis ingår i släktet Gamasellus och familjen Ologamasidae. Inga underarter finns listade i Catalogue of Life.